# 남성여자고등학교
남성여자고등학교(南星女子高等學校)는 대한민국 부산광역시 중구 대청동1가에 있는 사립 고등학교이다.

## 학교 연혁
- 1941년 5월 1일 : 부산시 서구 서대신동 3가 184번지에서 ＜경남성경학교＞로 개교
- 1941년 5월 1일 : 학원장 김길창 취임
- 1942년 5월 10일 : ＜흥아고등여학원＞으로 교명 변경
- 1943년 4월 6일 : ＜흥아실무여학원＞으로 교명 변경
- 1945년 3월 14일 : ＜흥아실무여학원＞제1회 졸업(40명)
- 1945년 4월 30일 : ＜흥아여자상업실무학교＞로 교명 변경
- 1945년 10월 1일 : ＜남조선고등여학교＞로 교명 변경
- 1945년 10월 5일 : ＜삼도고등실업여학교＞교사 및 부속시설을 양수하여 이전
- 1946년 7월 20일 : ＜남조선고등여학교＞3년제 제1회 졸업(71명)
- 1946년 9월 1일 : ＜남조선여자중학교＞로 교명 변경, 6년제로 승격
- 1949년 7월 23일 : 6년제 제1회 졸업(5명)
- 1951년 7월 5일 : ＜남성여자중학교＞로 교명 변경
- 1951년 9월 1일 : 학제 개편으로 인하여 남성여자중학교ㆍ남성여자고등학교로 분리
- 1952년 3월 27일 : 중․고 분리 후 고등학교 첫 졸업(59명, 통산 4회)
- 2011년 1월 27일 : 개교70주년 기념관 개관
- 2013년 3월 4일 : 과목중점형(수학, 영어) 교과교실제 시행
- 2022년 3월 1일 : 김형길 제19대 교장 취임
- 2022년 12월 15일 : ＜남성여자고등학교＞제75회 졸업(151명) (누적 졸업생 수 36,296명)
- 2024년 2월 7일 : ＜남성여자고등학교＞제76회 졸업(122명)

## 참고 자료
- 남성여자고등학교 - 한국교육학술정보원 학교알리미